# Валиев, Владимир Егорович
Влади́мир Его́рович Ва́лиев (Валишви́ли) (груз. ვლადიმერ ვალიშვილი; 18 июня 1910, Тифлис — 29 декабря 1992, Тбилиси) — советский кинорежиссёр и сценарист игрового и неигрового кино, начальник фронтовой киногруппы в годы Великой Отечественной войны, основоположник осетинского кино. Заслуженный деятель искусств Грузинской ССР (1961).

## Биография
Родился в Тифлисе (ныне Тбилиси) в семье осетина, по другим данным — в селе Короги Оконского уезда (ныне Знаурский район Южной Осетии).
В 1927 году окончил 59-ю трудовую школу и в том же году поступил в школу-студию при Госкинопроме Грузии, в 1929—1930 годах совмещал учёбу с работой помощником режиссёра (фильм «Будь готов» (1931)). Для продолжения образования в 1930 году направлен на операторский факультет Государственного института кинематографии в Москву. 
За годы учёбы приобрёл и практические навыки, поработав ассистентом на съёмках у С. Эйзенштейна. Окончив институт в 1936 году, с мая того же года был принят в Госкинопром Грузии (сектор хроники Тбилисской киностудии художественных фильмов) оператором. Довольно быстро отличился острозлободневными документальными фильмами, вышедшими на всесоюзный экран.
В годы Великой Отечественной войны командованием Закавказского фронта был направлен в кинохронику. С 1942 по 1944 год был начальником фронтовой киногруппы на Северо-Кавказском фронте, участвовал в вооруженных операциях Битвы за Кавказ, освобождении Новороссийска, Тамани, был режиссёром киногруппы Черноморского флота. 
С 1945 года — режиссёр, оператор Тбилисской киностудии художественных фильмов (с 1953 года — киностудия «Грузия-фильм»), после режиссёр Грузинской студии хроникально-документальных и научно-популярных фильмов.
По настоянию властей Грузинской ССР в 1947 году после успеха своей ленты на Венецианском кинофестивале Валиев переделал свою осетинскую фамилию на грузинский лад — Валишвили. «Национальные мотивы» проявились и при завершении им своего единственного игрового фильма «Фатима» (1958). Являясь инициатором переноса поэмы Косты Хетагурова на киноэкран и автором первого варианта сценария, в титрах Владимир Валишвили указан вторым режиссёром, на пару с Ираклием Тархнишвили. Изначального статуса лишились осетинские художник-постановщик и композитор.
Автор более 100 документальных фильмов, а также 300 журналов кинопериодики («Советская Грузия», «Советон Иристон» и других), многие из которых сняты в Осетии.
В 1955 году основал в Сталинири первую в Осетии школу-студию, где обучали основам режиссёрского и операторского мастерства. По причинам материально-организационного характера работа студии вскоре была прекращена.
…патриарх киностудии «Грузия-фильм». Он и сейчас пребывает в творческих поисках, его взгляд на жизнь остаётся острым, умеющим выделить из хаоса событий самое существенное.
Член Союза кинематографистов СССР (Грузинская ССР) с 1964 года, Союза кинематографистов Грузии.
Ушёл из жизни в Тбилиси 29 декабря 1992 года.

## Избранная фильмография
- 1937 — Альканзар
- 1938 — Джимарай-Хох (также автор сценария)
- 1939 — Бакуриани (совместно с В. Митрофановым)
- 1940 — Грузинский павильон / Грузинский павильон на ВСХВ (совместно с Ш. Марташвили)
- 1940 — Первое Мая в Тбилиси
- 1941 — По Военно-Грузинской дороге (совместно с Ш. Марташвили; также соавтор сценария)
- 1942 — Фронтовая весна в Грузии
- 1943 — Рыбаки-патриоты (также автор сценария)
- 1944 — Горийская долина
- 1945 — Возвращение с победой (также автор сценария)
- 1946 — По снежным склонам Бакуриани (также автор сценария)
- 1946 — Ушба (также автор сценария)
- 1951 — Юго-Осетия / 15 лет Юго-Осетии (совместно с И. Канделаки, Ш. Марташвили)
- 1956 — Коста Хетагуров
- 1958 — Фатима (в титрах — как второй режиссёр)
- 1962 — Новая Сванетия
- 1966 — Тайна исчезающих рек
- 1967 — Термальные воды Грузии
- 1969 — Возрождённая Осетия (также соавтор сценария)
- 1971 — Захарий Палиашвили (также автор сценария)
- 1971 — Махарбек Туганов (также автор сценария)
- 1982 — Праздник на земле аланов
- 1989 — Василий Абаев / Васо Абаев (также автор сценария совместно с Н. Долидзе)
- Борис Галаев
- Генерал Леселидзе
- Кавказ
- Советская Юго-Осетия

Перечень фильмов приведён по биофильмографическому справочнику «Создатели фронтовой кинолетописи» А. Дерябина (2016), журналу «Советский экран» № 2 1983, очерку Г. Тедеева «С автоматом и кинокамерой» (1990), сборнику «Осетия и осетины» (1994).

## Звания и награды
- медаль «За оборону Кавказа» (1944)[5];
- медаль «За победу над Германией в Великой Отечественной войне 1941—1945 гг.» (1945)[5];
- медаль «За доблестный труд в Великой Отечественной войне 1941—1945 гг.» (1946)[5];
- диплом VIII Международного Венецианского кинофестиваля (1947) — за короткометражный фильм «Ушба» (1946)[2][18];
- заслуженный деятель искусств Грузинской ССР (1961)[4];
- медаль «Двадцать лет Победы в Великой Отечественной войне 1941—1945 гг.» (1965)[3];
- почётная грамота Президиума Верховного Совета Грузинской ССР (1979)[19];
- орден Отечественной войны II степени (6 апреля 1985)[20];
- медали СССР[4];
- заслуженный деятель искусств Северо-Осетинской АССР[4];
- медаль «Во Славу Осетии» (посмертно; 7 декабря 2017) — за героизм, мужество и отвагу, проявленные в годы Великой Отечественной войны и послевоенное мирное время[21].

## Комментарии
1. ↑  С годами история смены фамилии обросла «бородой». На вечере к 100-летнему юбилею кинорежиссёра в Цхинвале режиссёр Тамерлан Дзудцов передал диалог Первого секретаря ЦК компартии Грузии Мжаванадзе с Валиевым:
— почему пишешь свою фамилию на русский лад — Валиев, а не Валишвили?
Растерявшийся режиссёр ответил, что поменяет, будет писать свою фамилию по осетински: Уалыты (Валиев — осет. Уалыты[9]).
— езжай в Осетию, и снимай себе там осетинское кино. А в Грузии, в грузинской киностудии может работать только грузин — Валишвили[10].
2. ↑  Фильм «Фатима» (1958) вышел на русском и грузинском языках и только спустя семь лет Владимиру Валишвили удалось выпустить дублированную на осетинский язык версию[5], автором перевода выступил поэт Реваз Асаев[2].